# Tony Christie
Tony Christie (Conisbrough, South Yorkshire, 25 de abril de 1943) é músico, cantor, ator e compositor inglês. Sua mãe é inglesa e seu pai de origem irlandesa.

## Carreira
Top hits no Reino Unido em  1971 com a canção "I Did What I Did For Maria".  É o compositor das canções  Avenues And Alleyways que foi tema do seriado de televisão The Protectors. Foi influenciado por grandes vozes como Mitch Murray e Peter Callandar.
Em 2009 gravou um release de Every Word She Said.

## Canções de destaque
- "I Did What I Did for Maria"
- "Don't Go Down To Reno"
- "Is This The Way To Amarillo"

## Álbuns
- Tony Christie
- With Loving Feeling
- From America with Love
- Live
- I'm Not In Love

## Álbuns recentes
- Welcome To My Music (1991)
- Welcome To My Music 2 (1992)
- In Love Again (1993)
- Calypso And Rum (1994)
- This Is Your Day (1996)
- Time For Love (1998)
- The Greatest Hollywood Movie Songs (1999)
- Weihnachten mit Tony Christie (2001)
- Worldhits & Love-Songs (2002)
- Definitive Collection (2005)
- Simply In Love (2006)
- Made in Sheffield (album)|Made in Sheffield (2008)